# Степновское сельское поселение (Тюменская область)
Степновское се́льское поселе́ние — муниципальное образование в Сладковском районе Тюменской области Российской Федерации.
Административный центр — село Степное.

## История
Статус и границы сельского поселения установлены Законом Тюменской области от 5 ноября 2004 года № 263 «Об установлении границ муниципальных образований Тюменской области и наделении их статусом муниципального района, городского округа и сельского поселения».

## Население
| 2010 | 2011 | 2012 | 2013 | 2014 | 2015 | 2016 |
| ---- | ---- | ---- | ---- | ---- | ---- | ---- |
| 447  | ↘445 | ↘435 | ↘417 | ↘396 | ↘390 | ↘383 |
| 2017 | 2018 | 2019 | 2020 | 2021 |      |      |
| ↘360 | ↘345 | ↘340 | ↗347 | ↗366 |      |      |

## Состав сельского поселения
| № | Населённый пункт | Тип населённого пункта       | Население |
| - | ---------------- | ---------------------------- | --------- |
| 1 | Беково           | село                         | 73        |
| 2 | Задонка          | деревня                      | 35        |
| 3 | Ловцово          | село                         | 94        |
| 4 | Победа           | посёлок                      | 3         |
| 5 | Степное          | село, административный центр | 242       |